# Loxogramme ensifrons
Loxogramme ensifrons är en stensöteväxtart som beskrevs av Cornelis Rugier Willem Karel van Alderwerelt van Rosenburgh. Loxogramme ensifrons ingår i släktet Loxogramme och familjen Polypodiaceae. Inga underarter finns listade.